# Чернышёв, Аркадий Петрович

Бюст в сквере Славы в Орске

Аркадий Петрович Чернышёв (25 января 1917, Орск, Оренбургская губерния — 26 марта 1944) — советский лётчик минно-торпедной авиации ВВС Балтийского флота в годы Великой Отечественной войны, Герой Советского Союза (22.01.1944). Гвардии капитан (19.09.1943).

## Биография
Родился 12 (25) января 1917 года в городе Орск (ныне в Оренбургской области). Русский. Окончил школу-семилетку в Орске. В 1930-х годах вместе с родителями переехал в Москву. Окончил школу фабрично-заводского ученичества. В 1935—1937 годах работал проходчиком в Московском Метрострое. Одновременно занимался в аэроклубе Метростроя, окончив его в 1937 году. В том же году окончил и планёрную школу 1-й ступени, став мастером высшего пилотажа на самолётах и планёрах. С 1937 года учился в Школе морских лётчиков Главсевморпути СССР.
В ноябре 1938 года призван в РККФ и по путёвке комсомола направлен в авиационное училище. В 1939 году успешно окончил Военно-морское авиационное училище имени С. А. Леваневского в городе Николаеве и прибыл для прохождения службы в авиацию Краснознамённого Балтийского флота, где с февраля 1940 года служил младшим лётчиком 43-го отдельного авиаотряда. В ноябре 1940 года переведён старшим лётчиком, а затем и пилотом, в 19-ю отдельную авиационную эскадрилью ВВС КБФ.
В боях Великой Отечественной войны с июня 1941 года. Первые два года летал на летающей лодке «МБР-2» в составе 19-й отдельной, с октября 1941 — 44-й отдельной, с мая 1942 — 58-й отдельной авиаэскадрильях ВВС флота. С 1942 года был командиром звена. Экипаж под командованием Аркадия Чернышёва обеспечивал боевую работу авиагруппы особого назначения, бомбившей в августе 1941 года Берлин с острова Сааремаа. Участвовал в обороне полуострова Ханко. На своей лодке доставлял боеприпасы, почту, вывозил раненых. Однажды, руководя разгрузкой своего самолёта под огнём противника, спросил офицера штаба, известно ли, где находится батарея противника, обстреливающая наши позиции. Офицер показал на карте район её нахождения. Вылетев в указанный квадрат, уничтожил батарею. Член ВКП(б) с 1942 года.
В 1942 году выполнил ряд специальных заданий в интересах частей, сражающихся на сухопутном фронте. На одном из участков готовилась атака полка балтийских моряков Маргелова. Перед операцией его самолёт проштурмовал передний край гитлеровцев из пулемёта, сбросил серию мелких осколочных бомб, заставила залечь противника. Полк Маргелова выбил врага из укреплённого пункта. Всего за первые два года войны совершил около 200 боевых вылетов.
В августе 1943 года прибыл в 1-й гвардейский минно-торпедный авиационный полк на должность заместителя командира 3-й Краснознамённой эскадрильи. Овладел самолётом-торпедоносцем Ил-4 и вскоре стал одним из лучших мастеров бомбовых и торпедных ударов, минных постановок на фарватерах и базах противника. Уже в сентябре лётчик-гвардеец был награждён орденом Красного Знамени. 
За три последних месяца 1943 года совершил 39 боевых вылетов. В одних полётах он ставил мины на фарватерах и выходах из военно-морских баз противника, в других бомбил фашистские минные поля, уничтожал противолодочные сети. Экипажи наших подводных лодок умело пользовались «коридорами», проложенными Аркадием Чернышёвым.
Всего к середине октября 1943 года командир эскадрильи 1-го гвардейского минно-торпедного авиационного полка 8-й минно-торпедной авиационной дивизии Краснознамённого Балтийского флота гвардии капитан А. П. Чернышёв совершил 262 боевых вылета, из которых 223 на самолёте МБР-2 и 39 — на самолёте Ил-4. В первый период войны много вылетов выполнил на атаки наступавших наземных войск врага на подступах к Ленинграду. Летал бомбить военно-морские базы Хельсинки, Котка, Таллин, аэродромы Псков, Сиверская и др. Произвёл 16 морских минных постановок. С августа по октябрь 1943 года потопил 4 вражеских транспорта и 1 сторожевой корабль общим водоизмещением в 20 600 тонн.
Указом Президиума Верховного Совета СССР «О присвоении звания Героя Советского Союза офицерскому составу Военно-Морского флота» от 22 января 1944 года за «образцовое выполнение боевых заданий командования на фронте борьбы с немецкими захватчиками и проявленные при этом отвагу и геройство» удостоен звания Героя Советского Союза с вручением ордена Ленина и медали «Золотая Звезда».
После присвоения звания Героя Советского Союза с ещё большей боевой активностью искал и уничтожал врага. 26 марта 1944 года его экипаж не вернулся из боевого вылета в район Таллина. Вероятно, был сбит ночным истребителем и упал в Финский залив.

## Награды
- Герой Советского Союза (22.01.1944)
- Орден Ленина (22.01.1944)
- Три ордена Красного Знамени (6.12.1941, 14.08.1942, 2.09.1943)
- Медаль «За оборону Ленинграда» (вручена в 1943)

## Память
- Имя Героя высечено на Мемориале лётчикам-балтийцам в посёлке Борки Ломоносовского района Ленинградской области.
- На родине, в городе Орск, его именем названа улица, на одном из домов установлена мемориальная доска, в сквере Славы установлен бронзовый бюст.
- Именем Героя названа улица в гор. Пионерский Калининградской области, на одном из домов которой установлена памятная доска в его честь.
- Его именем был назван рыболовный траулер.